# Fazliddin G'oibnazarov
Fazliddin Hasanboyevich G'oibnazarov est un boxeur amateur ouzbek né le 16 juin 1991.

## Carrière
Médaillé d'argent aux championnats du monde de Doha en 2015, il remporte la médaille d'or de l'épreuve de boxe dans la catégorie des poids super-légers aux Jeux olympiques d'été de 2016 en s'imposant en finale face au boxeur azéri Lorenzo Sotomayor.

## Référence
1. ↑  (en) L'Ouzbek Gaibnazarov champion olympique chez les -64 kg (lefigaro.fr)